# Premont (Teksas)
Premont je grad u američkoj saveznoj državi Teksas. Prema popisu stanovništva iz 2010. u njemu je živjelo 2.653 stanovnika.